# Stora Våkthultagölen
Stora Våkthultagölen är en sjö i Boxholms kommun i Östergötland och ingår i Motala ströms huvudavrinningsområde. Sjöns area är 0,061 kvadratkilometer och den befinner sig 163 meter över havet.